# Chehuyuan (sockenhuvudort i Kina, Hunan Sheng, lat 28,96, long 111,51)
Chehuyuan (kinesiska: Chehuyuan Xiang, 车湖垸乡) är en sockenhuvudort i Kina. Den ligger i provinsen Hunan, i den södra delen av landet, omkring 170 kilometer nordväst om provinshuvudstaden Changsha. Antalet invånare är 15 335. Befolkningen består av 7 605 kvinnor och 7 730 män. Barn under 15 år utgör 14,0 %, vuxna 15-64 år 71 %, och äldre över 65 år 13,0 %.
Runt Chehuyuan är det tätbefolkat, med 511 invånare per kvadratkilometer. Närmaste större samhälle är Changde, 19,1 km nordost om Chehuyuan. Trakten runt Chehuyuan består till största delen av jordbruksmark.
Genomsnittlig årsnederbörd är 1 808 millimeter. Den regnigaste månaden är maj, med i genomsnitt 302 mm nederbörd, och den torraste är december, med 45 mm nederbörd.